# Weweler
Weweler (en luxembourgeois : Wéiweler) est un village de la commune belge de Burg-Reuland situé en Communauté germanophone de Belgique et Région wallonne dans la province de Liège.
Avant la fusion des communes de 1977, Weweler faisait partie de la commune de Reuland.
Le village compte 92 habitants.

## Situation
Le petit village de Weweler se trouve sur une colline surplombant les vallées de l'Ulf et de l'Our. L'Ulf se jette dans l'Our au pied nord-est du village.
La localité est contournée par la route nationale 693 Oudler - Allemagne dont la frontière se trouve à 2,5 km. L'altitude du village avoisine les 410 m (à la chapelle).

## Patrimoine
Le village, mentionné comme Wewilre, et son église sont mentionnés dans les documents pour la première fois en l'an 1313. La chapelle est dédiée à Saint Hubert (St.Hubertus Kapelle). La nef de deux travées et le chevet à trois pans ont été érigés au XVe siècle et au XVIe siècle. La tour qui conserve certains éléments de la fin du XIIIe siècle a été redressée à plusieurs reprises, notamment au XVIIIe siècle. Le clocher a été incendié en 1918 et remplacé par une toiture originale à sept segments. Cette chapelle est (était) une station sur le chemin du pèlerinage vers Saint-Jacques-de-Compostelle et un rendez-vous des chasseurs lors des fêtes de la Saint Hubert. Elle est reprise sur la liste du patrimoine immobilier classé de Burg-Reuland depuis 1950.
Le village possède aussi une vingtaine de croix, dressées principalement le long de la rue descendant vers Burg-Reuland.